# أبو زيد الدبوسي
أبو زيد الدبوسي هو عبد الله أو عبيد الله بن عمر بن عيسى الدّبوسي البخاري الحنفي القاضي. فقيه أصولي من أكابر فقهاء الحنفية كان يضرب به المثل في النظر واستخراج الحجج. قال ابن خلكان عنه: هو أول من أبرز علم الخلاف إلى الوجود من آثاره: تقويم الأدلة في أصول الفقه، والأسرار، وتأسيس النظر، والأنوار، توفي سنة 430 هـ.